# کری مک‌کوی
کری مک‌کوی (به انگلیسی: Kerry McCoy؛ زادهٔ ۲ اوت ۱۹۷۴) کشتی‌گیر بازنشسته و مربی آمریکایی است. او در دوران فعالیت حرفه‌ای خود در دستهٔ فوق سنگین‌وزن کشتی آزاد ملی‌پوش ایالات متحده آمریکا در بازی‌های المپیک ۲۰۰۰ سیدنی و ۲۰۰۴ آتن بود که به مقام‌های پنجم و هفتم رسید. او نایب‌قهرمان مسابقات قهرمانی کشتی جهان در ۲۰۰۳، برندهٔ مدال طلای بازی‌های پان امریکن ۲۰۰۳ و نیز قهرمان چهار دورهٔ جام جهانی کشتی است.
مک‌کوی از سال ۲۰۰۶ در سمت مربی‌گری تیم ملی کشتی آمریکا فعالیت کرد و همچنین سرمربی دانشگاه استنفورد در لیگ ان‌سی‌ای‌ای بخش یکم و مدیر و سرمربی باشگاه ورزشی لیهای ولی (Lehigh Valley Athletic Club) بوده است. او در کمیته های مشورتی ورزشکاران کشتی ایالات متحده آمریکا و کمیته المپیک ایالات متحده نیز خدمت کرده است.